# Josh Beaumont
Pas d'image ? Cliquez ici

a Compétitions nationales et continentales officielles uniquement.

Dernière mise à jour le 12 novembre 2020.
Josh Beaumont, né le 24 mars 1992 à Blackpool, est un joueur anglais de rugby à XV évoluant au poste de deuxième ligne ou de numéro 8. Il joue en Premiership avec les Sale Sharks depuis 2012. 
Il est le fils de l'ancien capitaine de l'équipe d'Angleterre et président de World Rugby, Bill Beaumont.

## Biographie

### Carrière en club
Josh Beaumont commence sa carrière professionnelle en 2012 avec les Sale Sharks. Ses deux premières saisons se passent sans événement notable et ce n'est que lors de sa troisième saison, sous la houlette de Steve Diamond qu'il devient un titulaire régulier. Le 25 juillet 2016, il est désigné capitaine des Sharks pour la saison à venir.
Il entre en jeu lors de la finale du Championnat d'Angleterre en 2023 perdue 35-25 face aux Saracens,.

### Carrière internationale
En mai 2015, Josh Beaumont est appelé en équipe d'Angleterre pour un match non officiel contre Barbarians. Il commence le match avec le numéro 8 et marque un essai lors de cette large victoire 73-12. 
Il est appelé en sélection pour la première fois pour un match officiel le 13 janvier 2016 afin de préparer le Tournoi des Six Nations. mais il manque le Tournoi 2016 et la tournée d'été qui suit en Australie en raison d'une blessure Il est néanmoins retenu dans la pré-sélection anglaise pour la saison 2016-2017.

## Palmarès
- Sale Sharks
  - Finaliste du Championnat d'Angleterre en 2023